# Дженакай-Кир
Джєнака́й-Кир (крим. Canakai Qır), також Петрі́вські скелі (рос. Петровские скалы) — скельний масив в Сімферополі, північно-східна частина хребта Беш-Тепе, знаходиться між Петрівською балкою та Мар'їним.

## Назва
Назва з кримськотатарської мови перекладається як «Пагорб Джен ага», від can — душа, чоловіче ім'я, aka (діалектне, літературне ağa) — форма звернення до старшого, qır — пагорб, гора, зазвичай плоска або полога, частіше гола, ніж лісиста.
Північний пагорб називається Кєрмєнчик, зі скелями:
- Кан-Кая́ (крим. Qan Qaya, «Кривава скеля») чи Хан-Кая́ (крим. Han Qaya, «Ханська скеля»)
- Джан-Кая́ (крим. Can Qaya, «Скеля Джена», «Скеля душі») чи Кая́-Асти́ (крим. Qaya Astı, «Нижня скеля»).

Південні пагорби:
- Алі́м-Коба́ (крим. Alim Qobası, «Алімова печера»)
- Сари́-Балчи́к (крим. Sarı Balçıq, «Жовта глина», пізніше Киловська гора — на схилах добували кил, мильну глину)[2]

Назву «Петрівські скелі» масив отримав після анексії Кримського ханства Російською імперією, на честь поселення Підгородне-Петрівське.

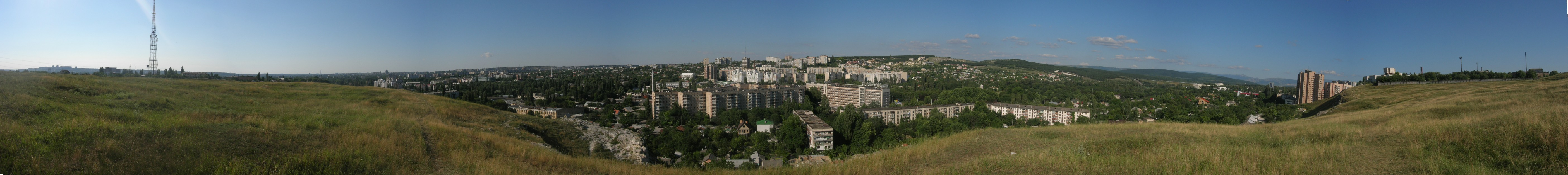
Панорама з Керменчика, 2006 рік

## Загальні дані
Висота скель від 10 до 30 метрів, площа сягає 15 гектарів.
Кам'янистий стрімкий край невисокого плато на лівому березі Салгира в південній частині міста.
Завдовжки лише 500 і завширшки 300 метрів. Однак, це, по суті, ключове місце кримської столиці. Ще й тому, що звідси відкривається вид майже на всі старі та нові масиви міста до самих околиць. І тут можна уявити, оцінити масштаби та тенденції подальших змін.
У межах плато на північній частині кілька століть, починаючи з III століття до нашої ери і закінчуючи III століттям, існувало городище Неаполь Скіфський. Те саме, руїни якого після першої анексії Криму Росією наприкінці XVIII століття, перетворилися на підручний матеріал для містобудування.
Сьогодні на скелях заборонена будь-яка забудова — це місце для велосипедних і піших прогулянок містян. Також скелі — це своєрідний оглядовий майданчик, звідки відкривається краєвид на житлові масиви, об'єкти інфраструктури та пам'ятки Сімферополя.
У північній частині масиву, що виходить до Салгиру, знаходяться декілька альпіністських маршрутів.
Під урвищами скель в південній частині масиву знаходиться Алім-Коба, названа на честь «шляхетного розбійника» Аліма Азамат-оглу.
Популярне місце для скелелазіння, що має 3 скелелазні сектори. Є 45 пробитих маршрутів, де ще збереглися радянські шлямбура. Маршрути складно від 5b до 7b.

## Історія
28 червня 2024 року у рамках флешмобу «Це — Україна» активісти руху Жовта Стрічка підняли український прапор на вершині гори.

## Галерея

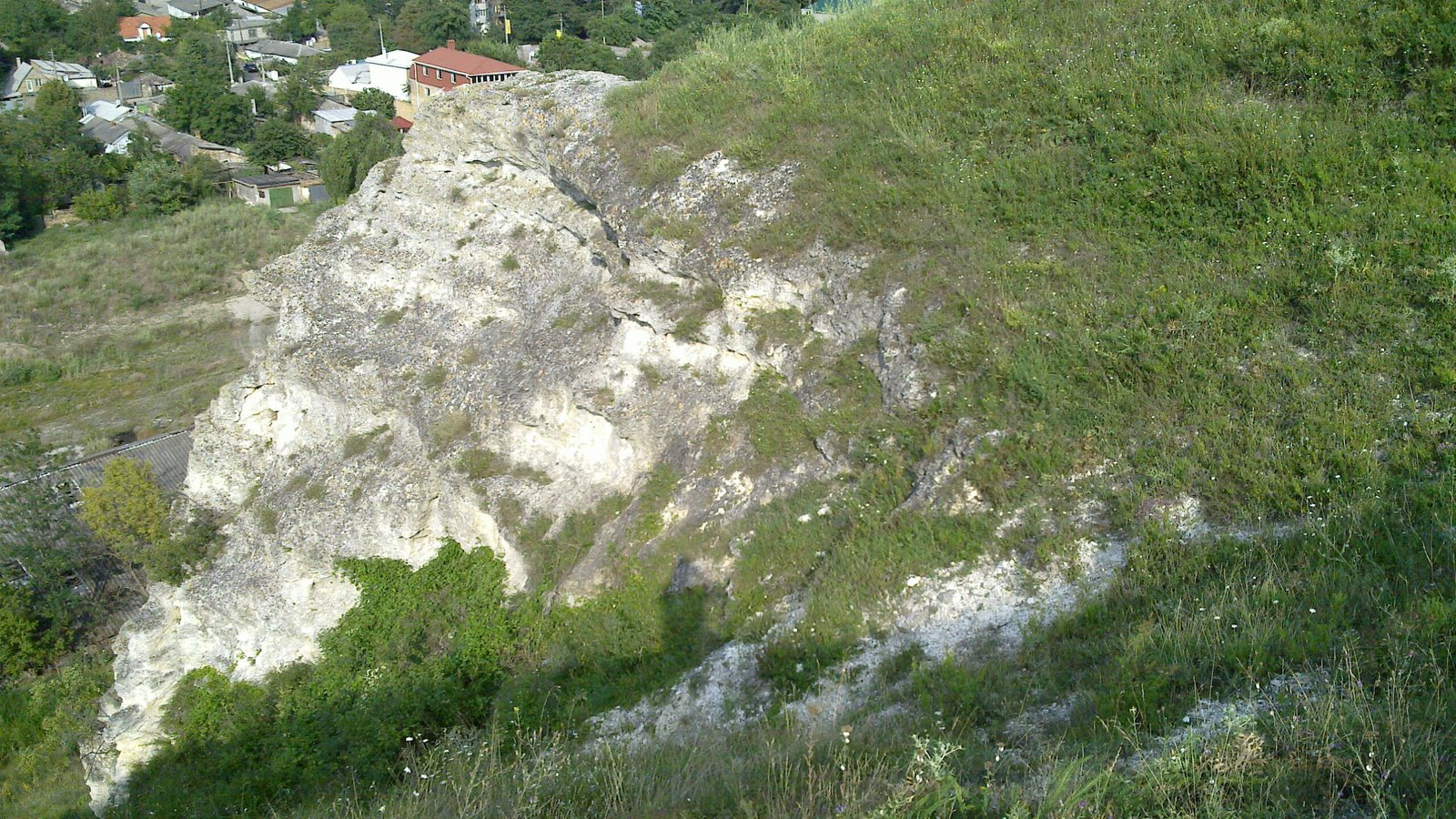
Вид з північної частини скель
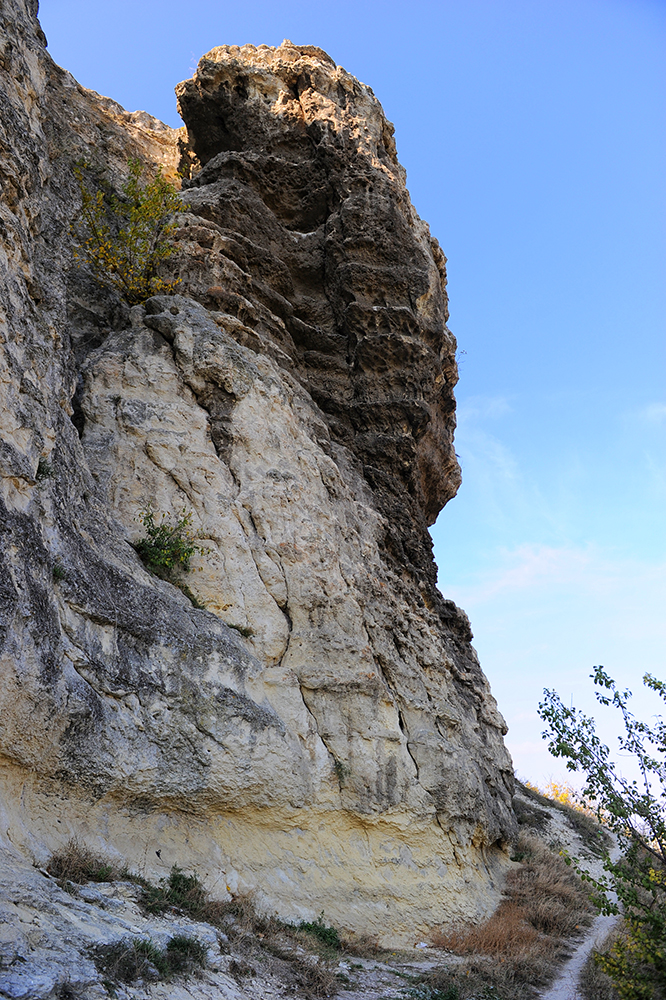
2012 рік
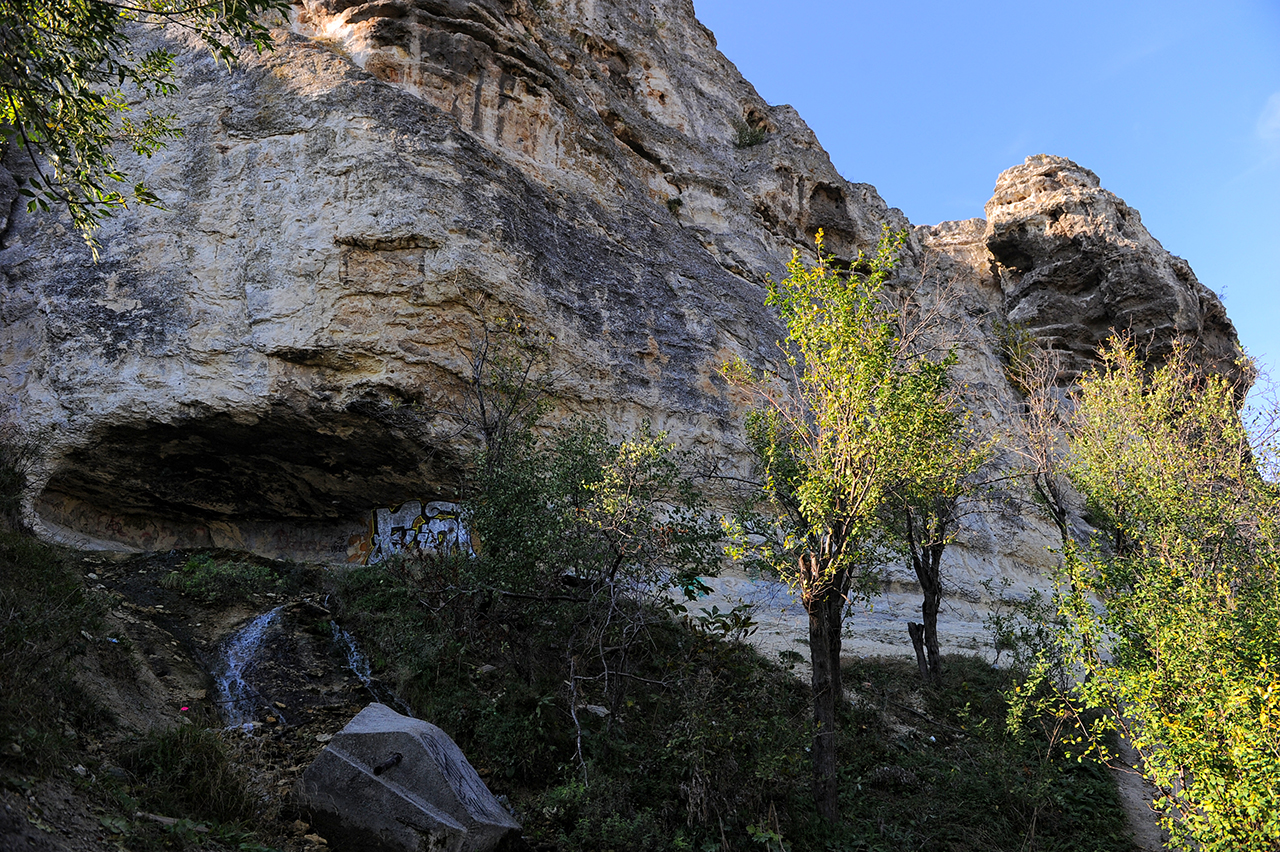
2012 рік
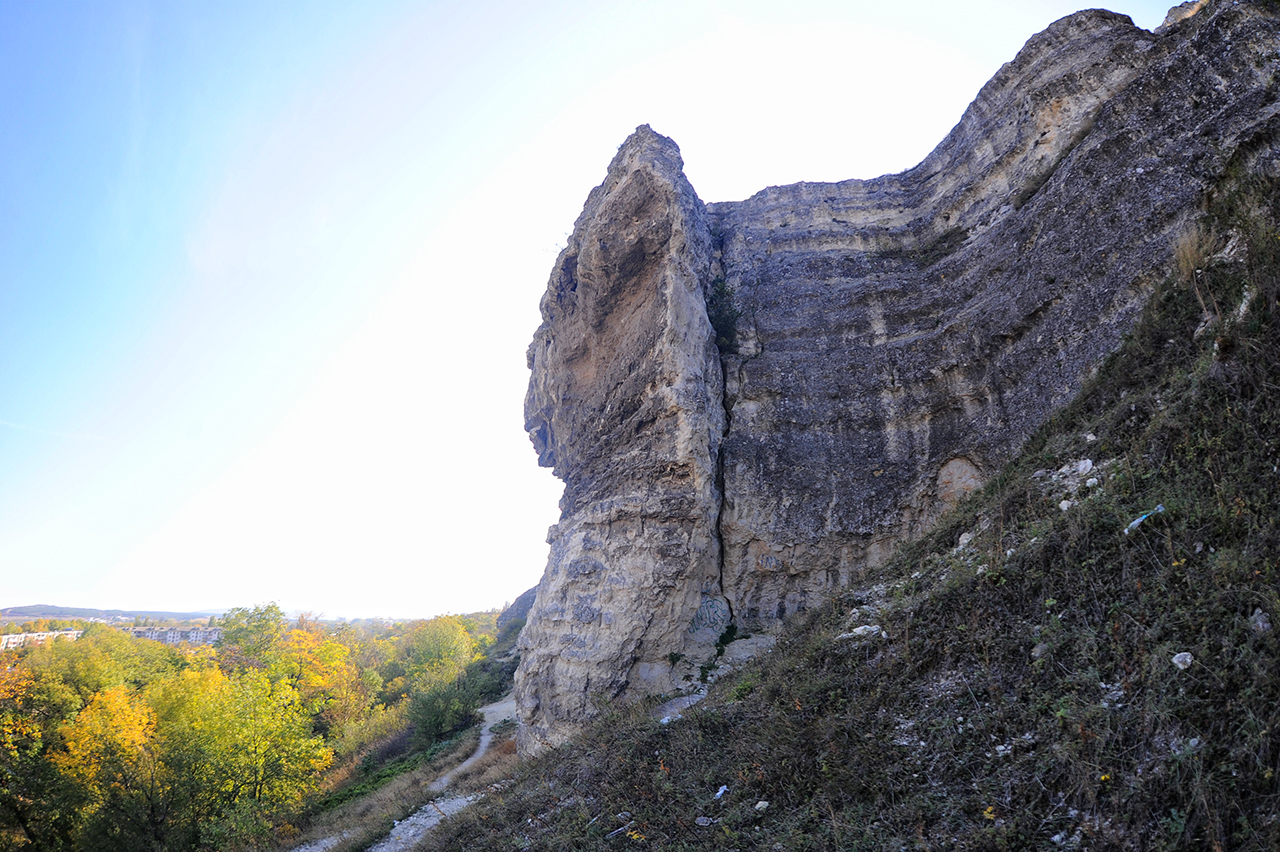
2012 рік
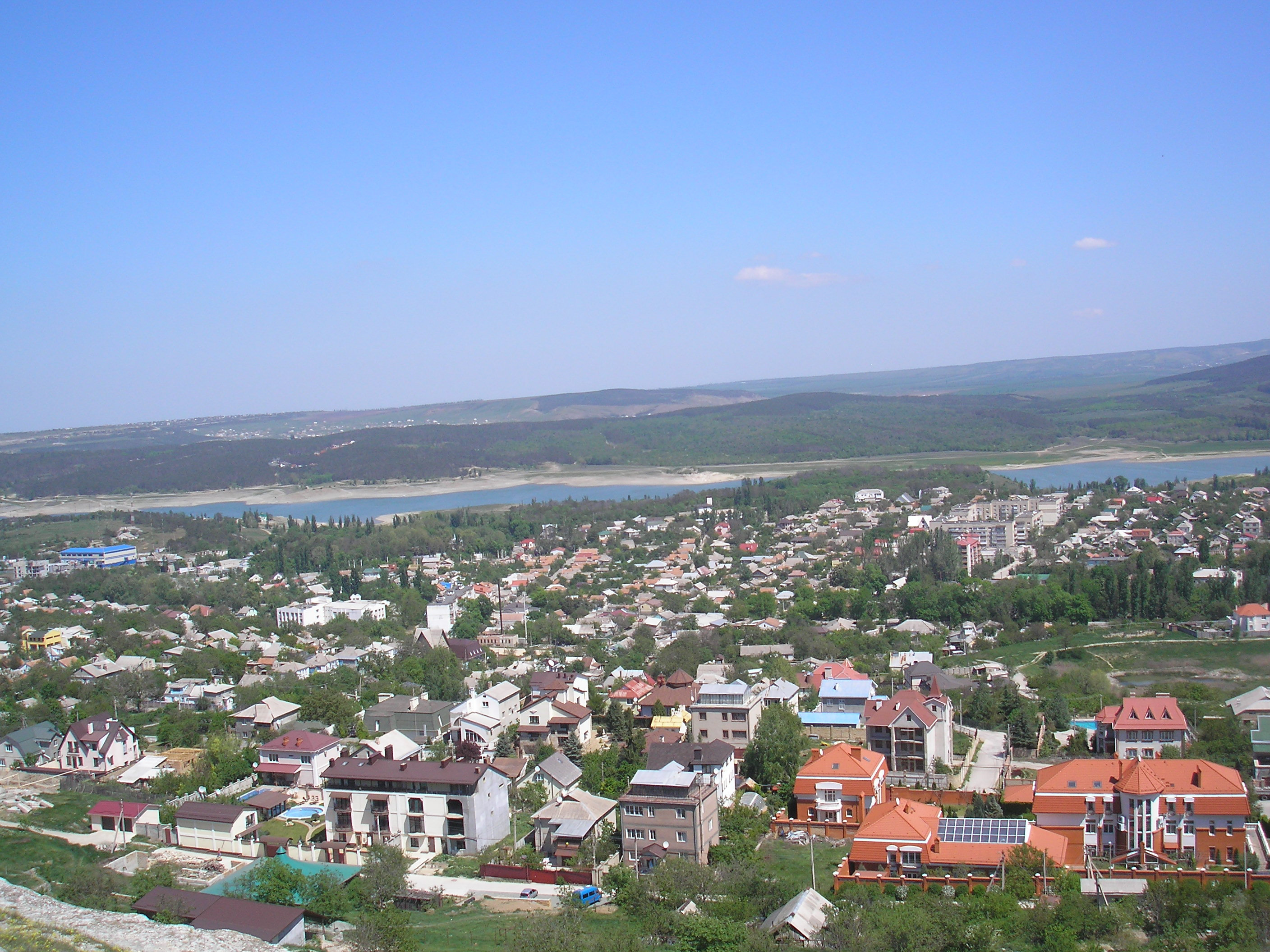
Панорама з Алім-Коби на Мар'їне, 2013 рік
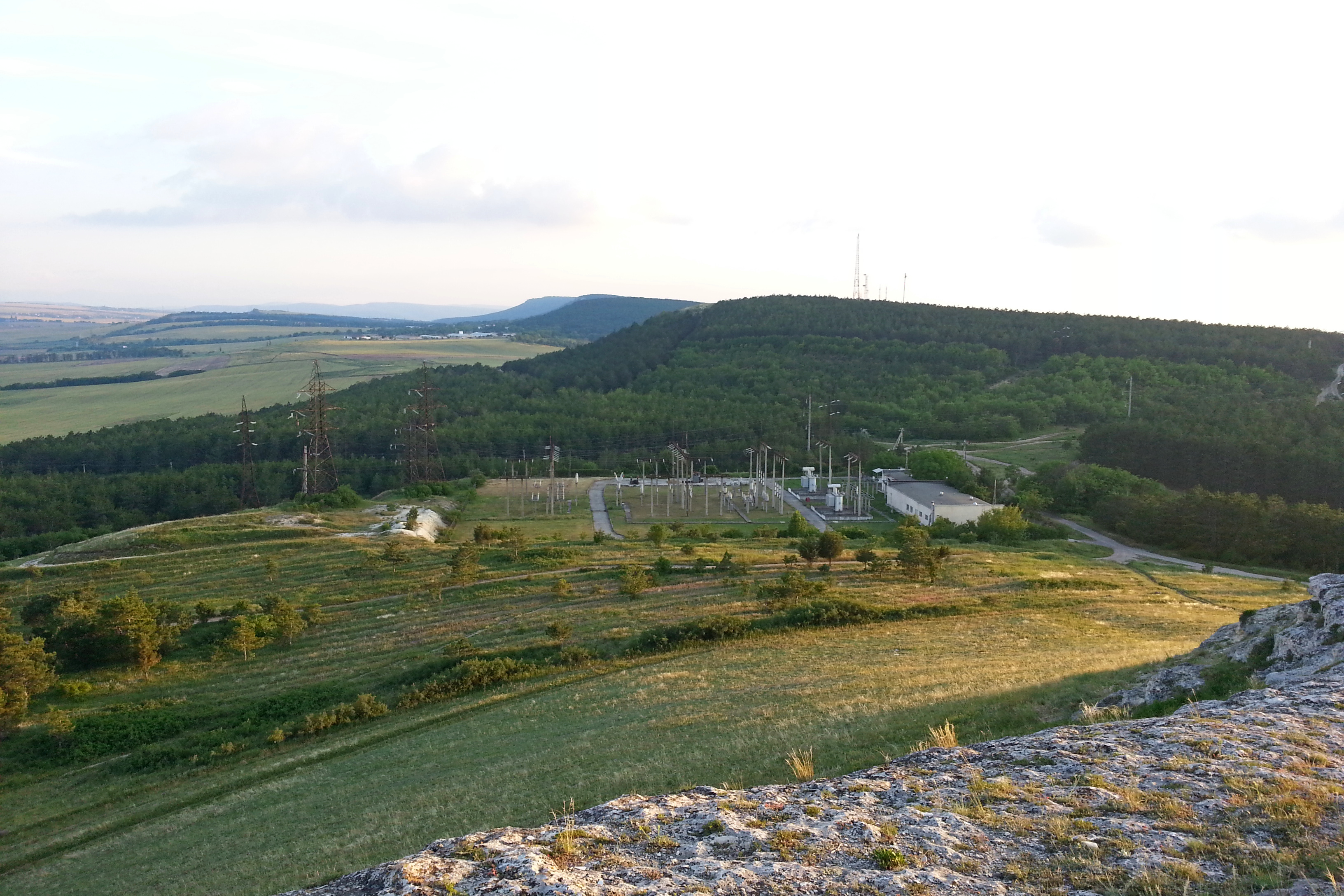
Вид з південного пагорба Сари-Балчик, 2013 рік
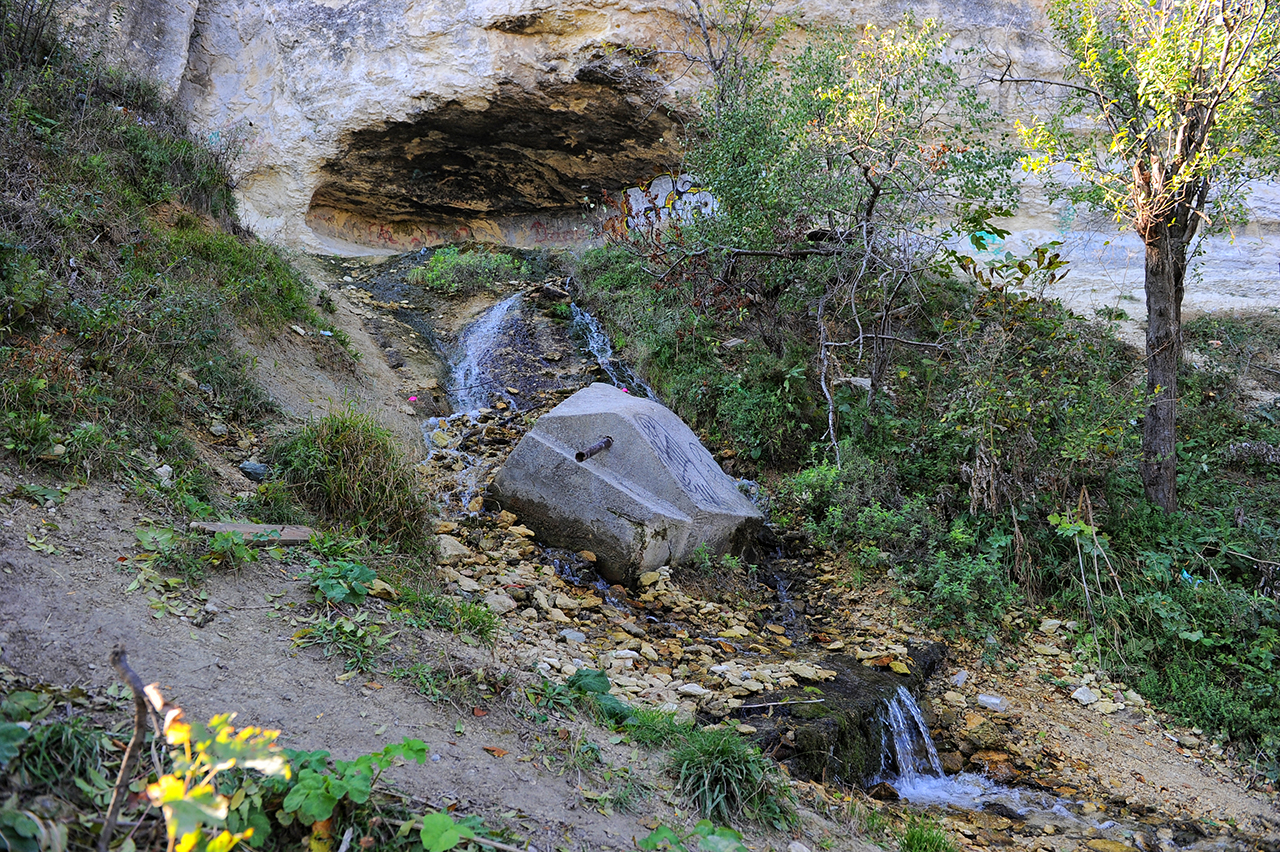
Джерело під скелями